# Dynastor populus
Dynastor populus är en fjärilsart som beskrevs av Johannes Karl Max Röber 1927. Dynastor populus ingår i släktet Dynastor och familjen praktfjärilar. Inga underarter finns listade i Catalogue of Life.